# Laredo (Cantabria)
Laredo es un municipio y localidad española de la comunidad autónoma de Cantabria. Capital de la comarca de la Costa Oriental, está ubicada junto al mar Cantábrico y presta servicios a los municipios adyacentes. El término municipal cuenta con una población de 10 738 habitantes (INE 2024).

## Toponimia
El origen de la palabra Laredo es hoy en día incierto, existiendo diversas teorías. La más conocida afirma que proviene de la palabra latina glaretum, que significa 'arenal, lugar con rocas'. También se ha propuesto su origen a partir de las palabras larida, que en latín significa 'gaviota', o lauretus, por los múltiples bosques de laurel que existían en época del Imperio romano. Asimismo, podría provenir del euskera larre on, que significa 'prado bueno'.

### Gentilicio
Los habitantes de Laredo reciben el nombre de laredanos o laredanas, aunque también son apodados con el gentilicio más genérico de pejinos/as.

## Símbolos
El ayuntamiento posee bandera y escudo heráldico municipal. La bandera está formada por tres franjas horizontales de igual anchura, siendo verde la superior, azul clara la inferior y blanca la central.
El escudo de Laredo es de forma cuadrilonga de estilo francés, con las esquinas inferiores redondeadas y una punta centrada formada por la unión de dos cuartos de círculos de la misma proporción. En campo de azur claro una torre de oro en centro sobre ondas de azur acompañada de tres naves de vela, dos a los flanco y una brochante en punta surmontada sobre una cadena; bordura en oro portando las palabras «armas de la noble y leal villa de laredo». Timbrado con la corona real española.
La parte histórica del escudo reproduce el emblema de la conquista de Sevilla por marinos de puertos del Cantábrico, en 1248, con la torre (representando la Torre del Oro) y las naves que rompieron con su proa las cadenas que cerraban el paso por el río Guadalquivir. Por ese transcendental suceso, a cuyo fin contribuyeron las villas asturianas, gallegas y cántabras, aportando las naves y sus dotaciones, las cadenas que rompieron las naves de Bonifaz pasaron a figurar en la heráldica de muchas de aquellas villas marineras.

## Geografía

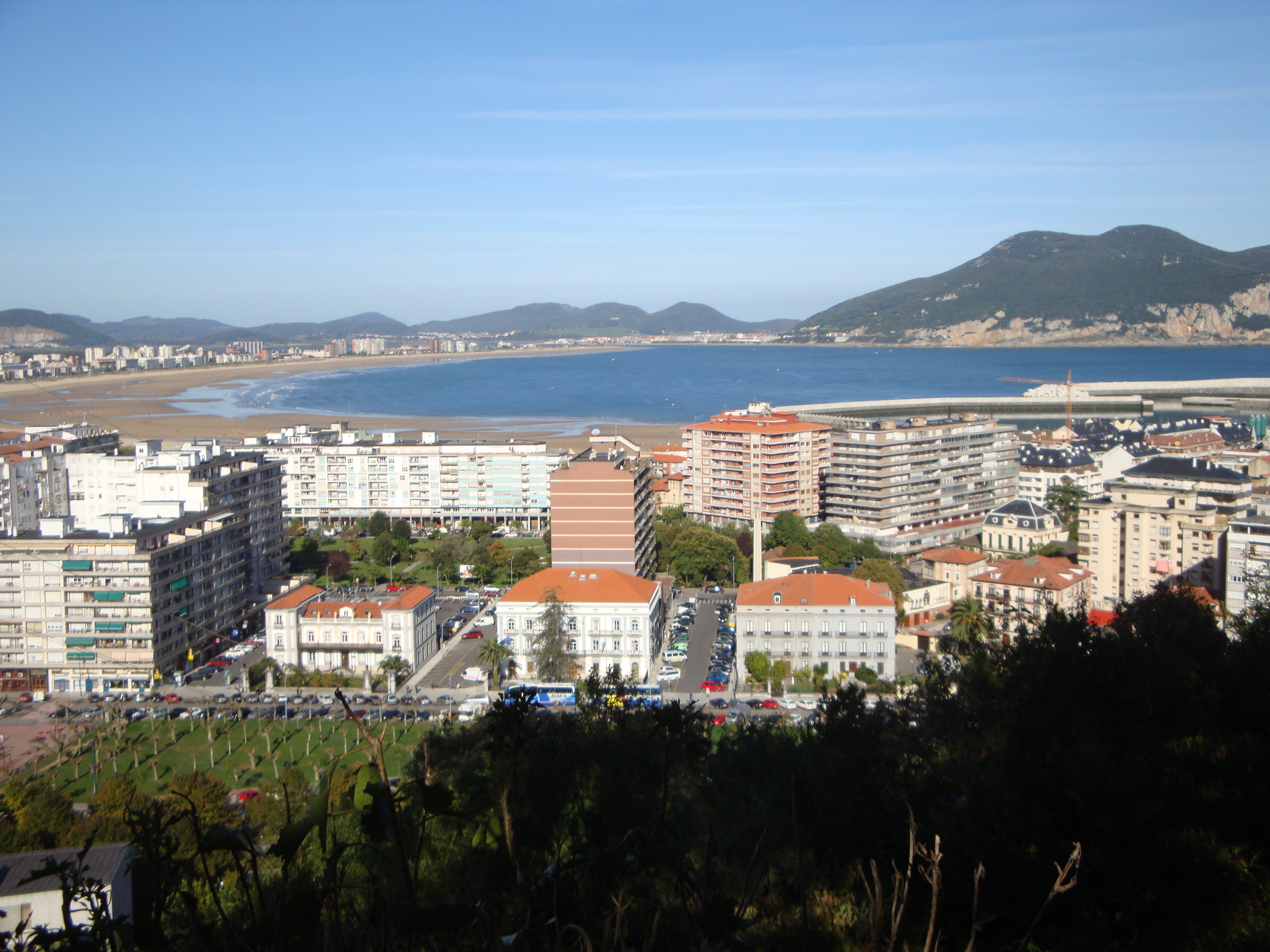
Laredo. Al fondo, el monte Buciero (Santoña)

Integrado en la comarca de Costa Oriental, de la que ejerce de capital, se sitúa a 47 kilómetros de Santander. El término municipal está atravesado por la autovía del Cantábrico (A-8), por la carretera nacional N-634 entre los pK 168 y 172, y por la carretera local CA-500 que permite la comunicación con Limpias. 
Laredo se encuentra enclavada en un lugar privilegiado de la costa oriental de Cantabria. Rodeada de montes y bañada por el mar Cantábrico. Su localización le permite disfrutar de arenales de gran belleza y calidad, y de espacios naturales protegidos.
En el municipio se encuentra la playa de la Salvé, la de mayor extensión de todo el litoral cántabro, y gran parte del Parque Natural de las Marismas de Santoña, Victoria y Joyel.
El litoral del municipio se extiende desde la ría de Treto, donde se encuentra la playa del Regatón, hasta la salida al mar de la sierra la Vida, en el límite con Liendo. La altitud oscila entre los 260 metros al este, en la sierra la Vida, y el nivel del mar. El pueblo se alza a 5 metros sobre el nivel del mar.
| Noroeste: mar Cantábrico | Norte: mar Cantábrico | Nordeste: mar Cantábrico |
| Oeste: ría de Limpias    |                       | Este: Liendo             |
| Suroeste: Colindres      | Sur: Limpias          | Sureste: Liendo          |

Limita, de este a oeste, con los municipios de Liendo, Limpias y Colindres. Al norte queda la bahía de Santoña.

### Playas
- Playa de La Salvé: urbana, arena fina. 4250 m de largo x 120 m de ancho. Sin bandera azul. https://www.eldiariomontanes.es/region/laredo/puede-laredo-reclama-20220421111452-nt.html
- Playa de Regatón: Semiurbana, arena dorada y fina. 3900 m de largo x 40 m de ancho. Con bandera negra.
- Playa de Aila: Pequeña playa aislada y rocosa de fuerte oleaje y vientos. Presenta una escasa afluencia de público y no dispone de equipamientos.

## Historia

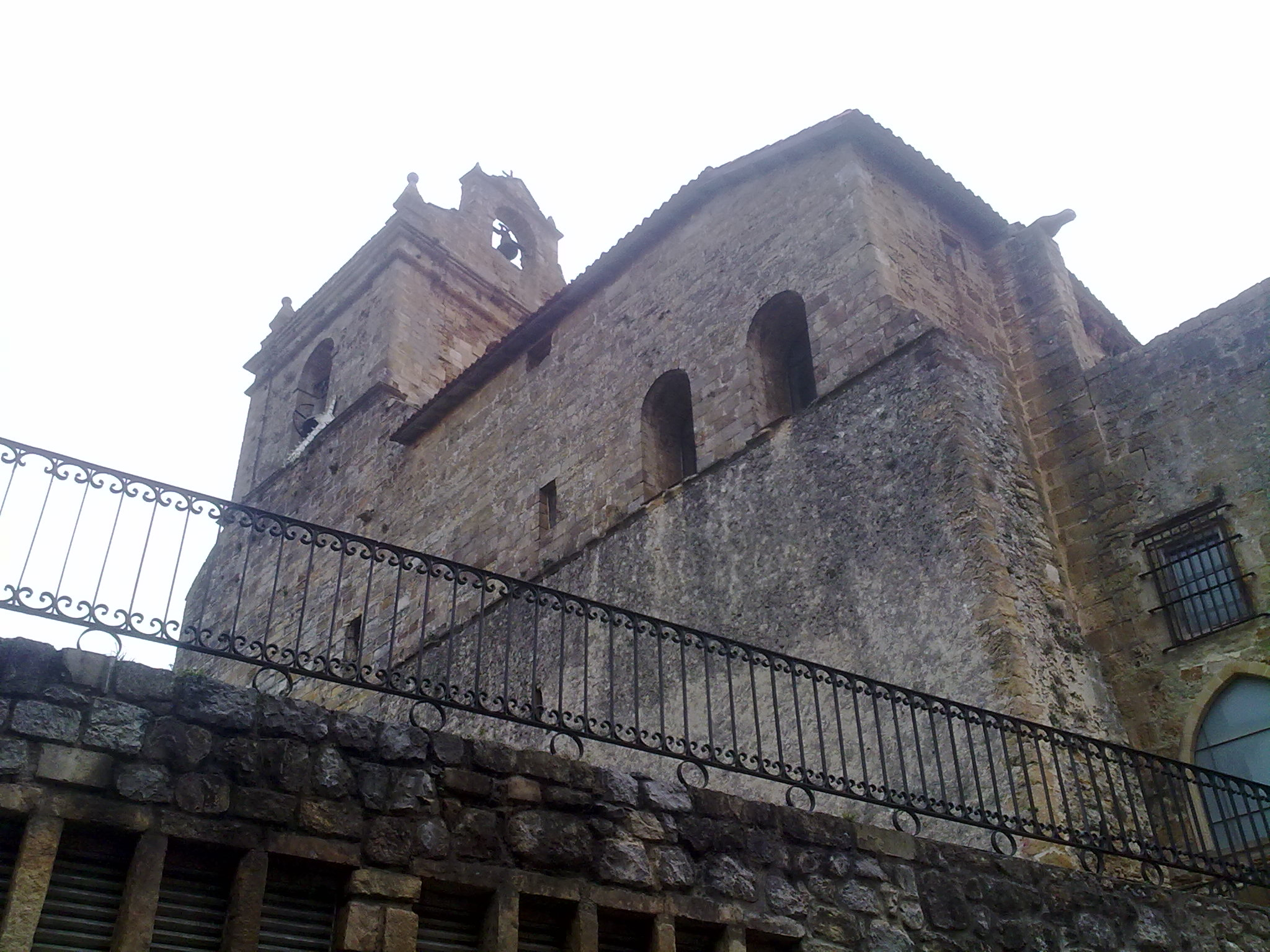
Iglesia de Santa María de la Asunción. Principios del

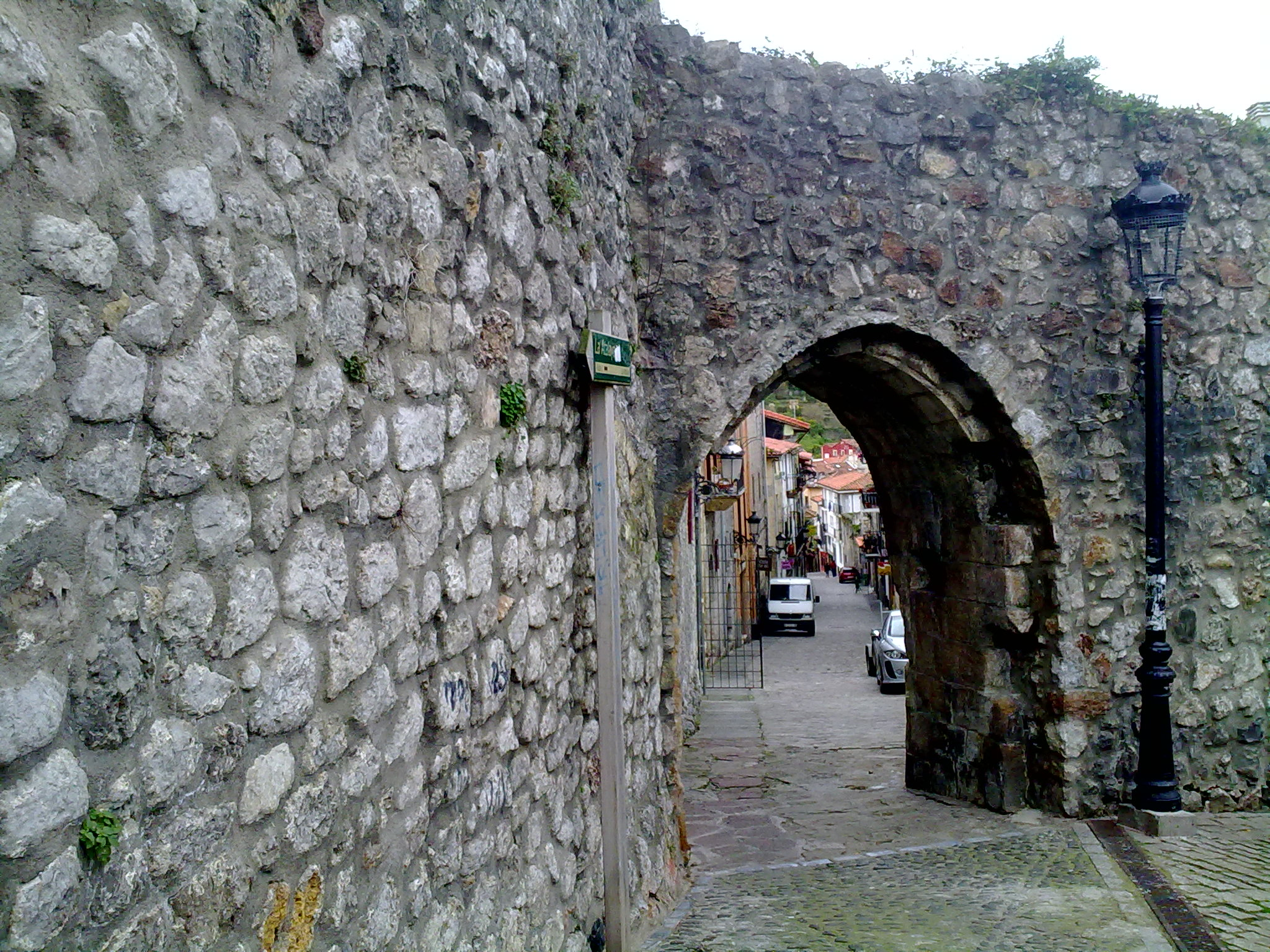
Muralla de Laredo

Laredo se sitúa en el antiguo territorio de los cántabros coniscos, que habitaban ambas márgenes del río Asón, limitando, al este, con la tierra de los autrigones, tribu celta romanizada que ocupaba el territorio entre las proximidades a la margen derecha del río Agüera y el cauce del Nervión, y al oeste, hasta muy cerca de la margen derecha del río Miera, con las tribus, también cántabras, de los concanos, salaenos y blendios.
La primera referencia escrita de la existencia de Laredo se remonta al año 968, en la que se indica su existencia en el año 757 como poblado de pescadores, según se cita en la obra Antigüedades de España, del abad Francisco de Berganza.
También se hace referencia a Laredo en el Cartulario del Monasterio de Santa María del Puerto de Santoña, que data de 1068, donde se trata la entrega al monasterio de Santoña de unas heredades de la iglesia de San Martín de Laredo y su cementerio.
En 1200, recibe el privilegio de ser villa real con jurisdicción propia. El 25 de enero de ese año, el rey Alfonso VIII firma, en Belorado (Burgos), el privilegio que le otorga el fuero. En el fuero, se establece que los límites jurisdiccionales de Laredo se extendían por la costa, entre la desembocadura del Asón al oeste y la del Agüera al este, y por el interior hasta Ampuero. La concesión del fuero otorga una gran importancia a Laredo. Muestra de ello es la presencia de marineros laredanos en la conquista de Sevilla (1248) (acontecimiento recogido en el escudo municipal) y su inclusión en las Cantigas de Santa María (Alfonso X 'El Sabio, siglo XIII). Además del apoyo decidido de los monarcas (exención de portazgo -1255). 
Todo provoca un aumento de la población que se extiende entre la iglesia de Santa María de la Asunción y el arroyo Bario; estaba protegida por una muralla (aún quedan restos); y se dividía en tres rúas, de este a oeste: San Martín, En Medio y Yusera; y de norte a sur: Ruamayor, Carnicerías Viejas (hoy San Marcial), Santa María y Azoque.
También juega un papel importante en el desarrollo de Laredo su pertenencia a la Hermandad de las Villas de la Marina de Castilla con Vitoria (1295), que en 1342 estaba formada por 18 poblaciones de la costa cantábrica.
En 1339, Laredo participó en la toma de Tarifa con el barco San Nicolao y, en 1375, en la victoria de Rochela que contribuyó al restablecimiento del comercio castellano con Brujas.
En el siglo XV, la villa continuó aportando barcos y hombres a las empresas comerciales, bélicas y pesqueras de la época; y asiste a la paulatina desaparición de la comunidad judía laredana.

### Edad Moderna
La villa ya pertenece al Corregimiento de las Cuatro Villas de la Mar (Castro-Urdiales, Laredo, Santander y San Vicente de la Barquera), tiene 2000 vecinos y vive una época brillante, respaldada por los Reyes Católicos. 
Los Reyes Católicos favorecen el desarrollo de Laredo como puerto de Castilla y van a protagonizar, ellos y sus descendientes, varias estancias en la villa, destacando las de Isabel La Católica que despide en el Puerto de Laredo a su hija, Juana I de Castilla, camino a su casamiento con Felipe El Hermoso; y de Carlos I, que arribó en 1556 en el mismo lugar para iniciar su viaje hacia el monasterio de Yuste. 
En 1629, la villa es nombrada capital del Corregimiento de las Cuatro Villas de la Costa de la Mar, lo que convierte a Laredo en el concejo más importante y extenso del territorio. 
De hecho, es sede permanente del corregidor real, que comprende la actual Cantabria, y se presenta como la villa que controla los privilegios que le conceden los reyes. 
Esos privilegios son de temática variada, pero afectan principalmente a los límites jurisdiccionales de la villa, a las exenciones fiscales de sus vecinos, a los privilegios de pescar y comerciar, además de ordenamientos de sus mercados francos.
De esa época se conserva el Arca de las Tres Llaves, lugar donde se depositarán la documentación municipal y que es custodiado por tres oficiales del concejo.
En el siglo XVIII, durante la Ilustración, se proyectó la realización de un conjunto de canales navegables cuyo objetivo final era comunicar el Mediterráneo por el Ebro (por el canal de Amposta), por el Canal Imperial de Aragón, con el Atlántico por los ríos Zadorra y Deva o bien por Laredo, y con el Duero por el canal de Castilla. Supuestamente este proyecto no se llegó a terminar por causa de los elevados costes derivados de la compleja orografía, aunque se hicieron algunos tramos en las zonas más llanas del canal de Castilla y parte del Canal Imperial de Aragón entre 1776 y 1790 por orden del conde de Floridablanca.

### Edad Contemporánea

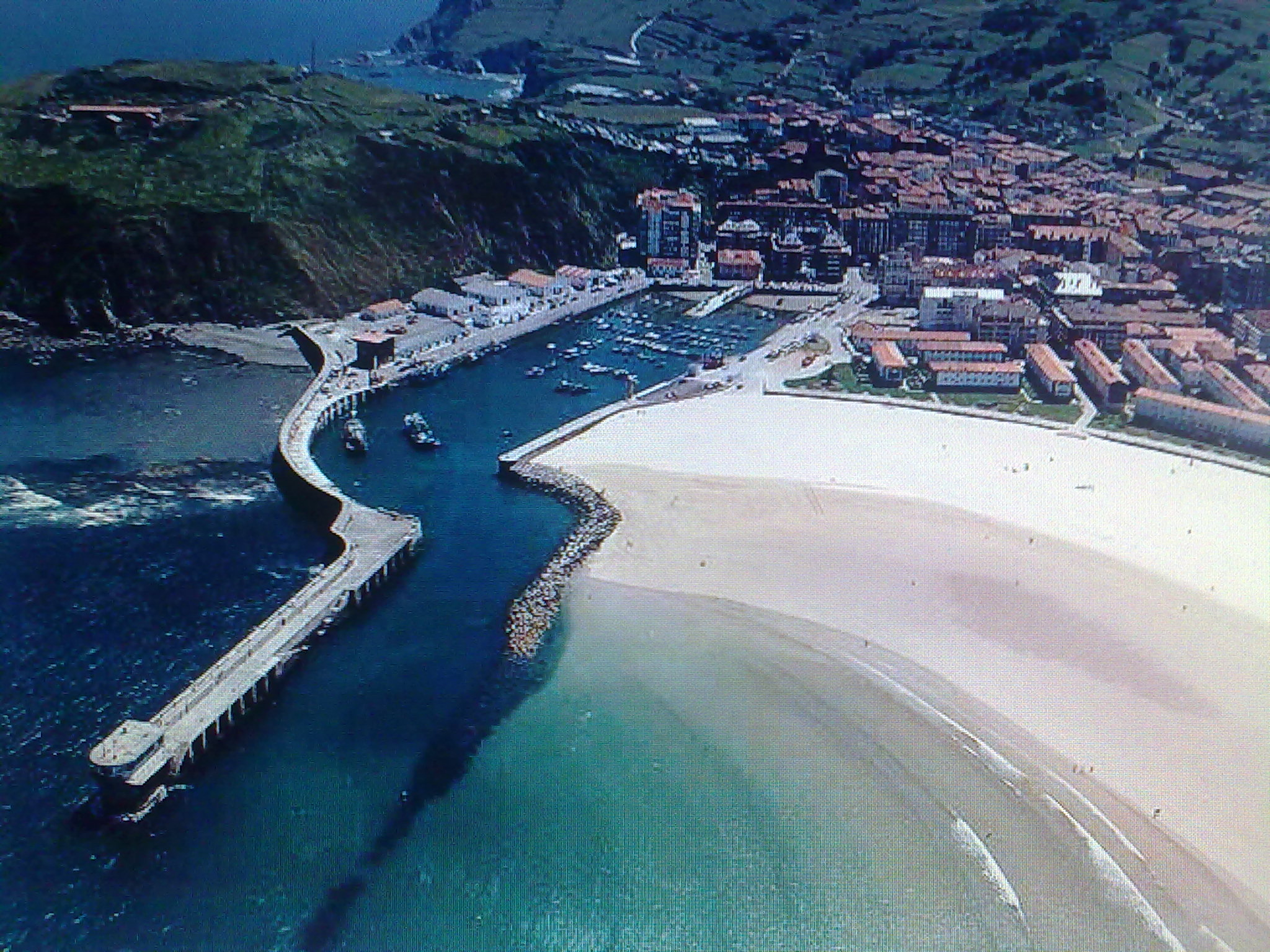
Antiguo puerto de Laredo

Ocupada por los franceses durante la Guerra de la Independencia, fue recuperada por las tropas españolas el 24 de febrero de 1814. Laredo ha pasado a ser ayuntamiento (1822) y ha perdido el bastón (1836) y el corregimiento y las instituciones que en él se pudieran ubicar.
En la segunda mitad del siglo XIX, la instalación de fábricas de conservas y salazones (a lo largo del siglo XX ocupan el primer puesto dentro del sector secundario) provocan el despegue de la villa. 
El turismo irrumpe en la villa, el cual está llamado a transformar su economía y su aspecto físico. En 1876, se publica la 'Guía de los Baños de Mar en Laredo'; se produce la urbanización de amplias zonas del entorno del casco medieval e inicio de las obras del puerto pesquero (1883). 
La primera oleada urbanizadora conduce a la ocupación de la zona de El Canto, prosiguiendo por los terrenos adyacentes a las alamedas, la playa y las viviendas unifamiliares, conformando el Ensanche laredano. 

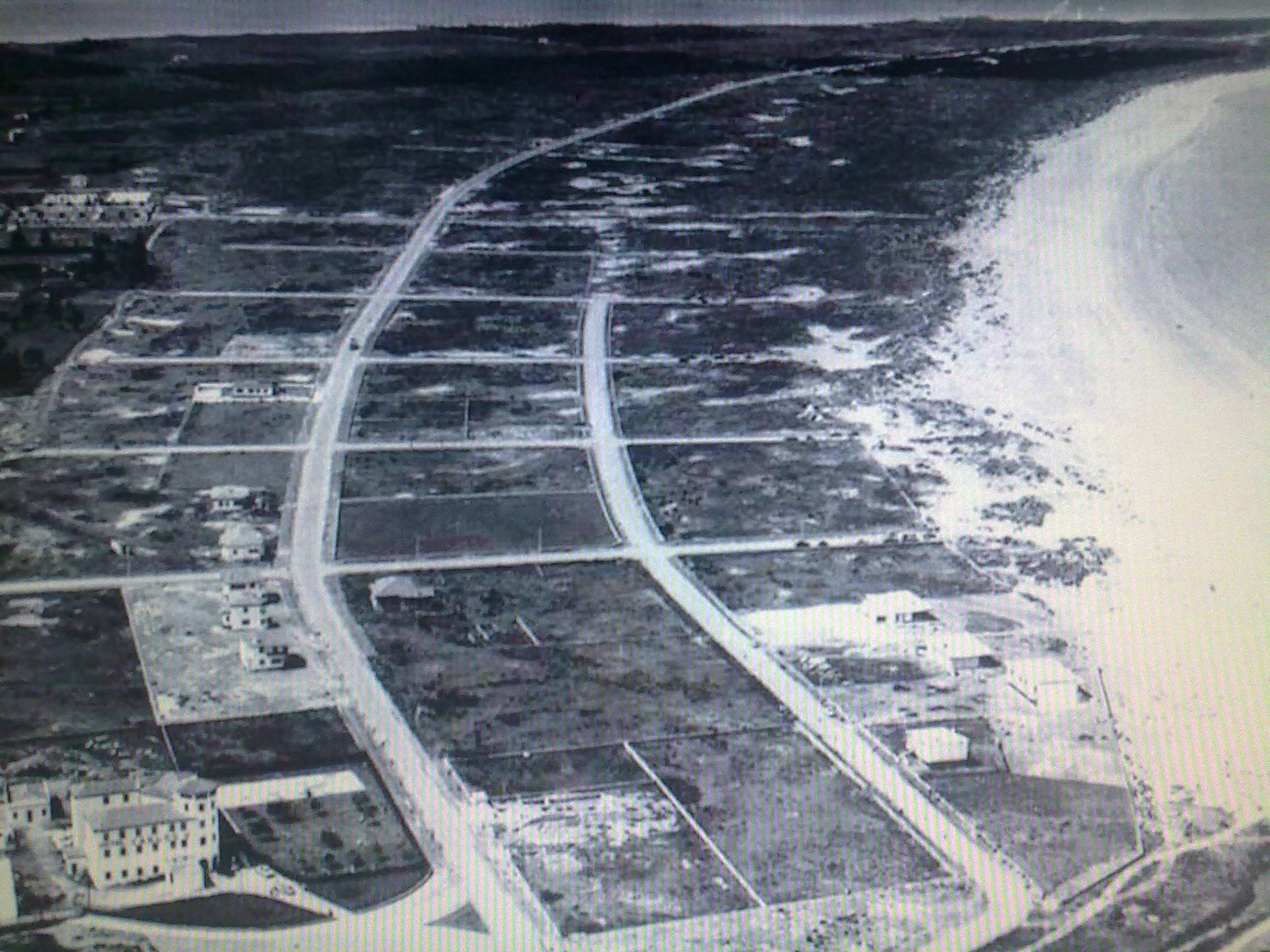
Expansión de Laredo hacia El Puntal. Mediados del

En 1960 se produjo el descubrimiento de Laredo por el turismo internacional y se bautizó a la villa como "Capital de la Costa Esmeralda". Es así como Laredo despierta del letargo en el que le había sumido la pérdida de la capitalidad en el siglo XIX. En 1961, se rueda en Laredo El coloso de Rodas, una película de Sergio Leone, que tiene como protagonista a un Rory Calhoun en el declive de su carrera. En la postguerra, fracasan proyectos constructivos y la especulación prepara la zona que se extiende entre los terrenos próximos a la Puebla Vieja y el Puntal. Llega el boom urbanístico y el turista francés.
Actualmente, Laredo configura su desarrollo urbanístico y el turismo sigue siendo una de las principales fuentes de su economía. En 2006 se iniciaron las obras de su nuevo puerto deportivo y pesquero que duraron cinco años. A 26 de marzo de 2011, el puerto deportivo Marina de Laredo quedó oficialmente inaugurado con un montante inversor de cerca de 80 millones de euros. En dicha obra han participado en torno a 1400 trabajadores constituyendo una obra con capacidad para 1043 amarres deportivos a los que hay que sumar las 200 plazas habilitadas en la marina seca para embarcaciones menores de 8 metros. De esta forma, alberga casi el 30 por ciento de los amarres deportivos que hay en Cantabria y se convierte en el puerto deportivo de mayor importancia y envergadura del Cantábrico.
La dársena deportiva dispone de una superficie total de 126 000 m² y la pesquera de 37 500 m², con lo que se ha generado una lámina de agua abrigada de casi 165 000 m². Ambas están separadas por un espigón de 180 m y a ellas se accede por una bocana de 70 m de anchura.
El proyecto ha contemplado igualmente la construcción de la nave que acoge la marina seca, las bodegas y talleres, la sede de Capitanía Marítima y la estación depuradora, instalaciones a las que hay que añadir la nueva lonja y la fábrica de hielo que la Consejería de Obras Públicas ejecuta en estos momentos con un presupuesto de casi tres millones de euros. Además, se reservará espacio para las instalaciones de la Cruz Roja del Mar y un nuevo edificio para el Real Club Náutico de Laredo.
Por otro lado, se ha construido un aparcamiento para 410 vehículos y, en conjunto, se ha configurado todo el espacio como una zona de esparcimiento y paseo para los ciudadanos. La extensión total del ámbito portuario es de 377 650 m², de los cuales 82 200 son de superficie útil terrestre.

## Demografía
Laredo cuenta con una población de 10 738 habitantes (INE 2024).
| Gráfica de evolución demográfica de Laredo entre 1842 y 2021                                                        |
| |
| Población de derecho según los censos de población del INE Población de hecho según los censos de población del INE |

## Administración y política

### Gobierno municipal

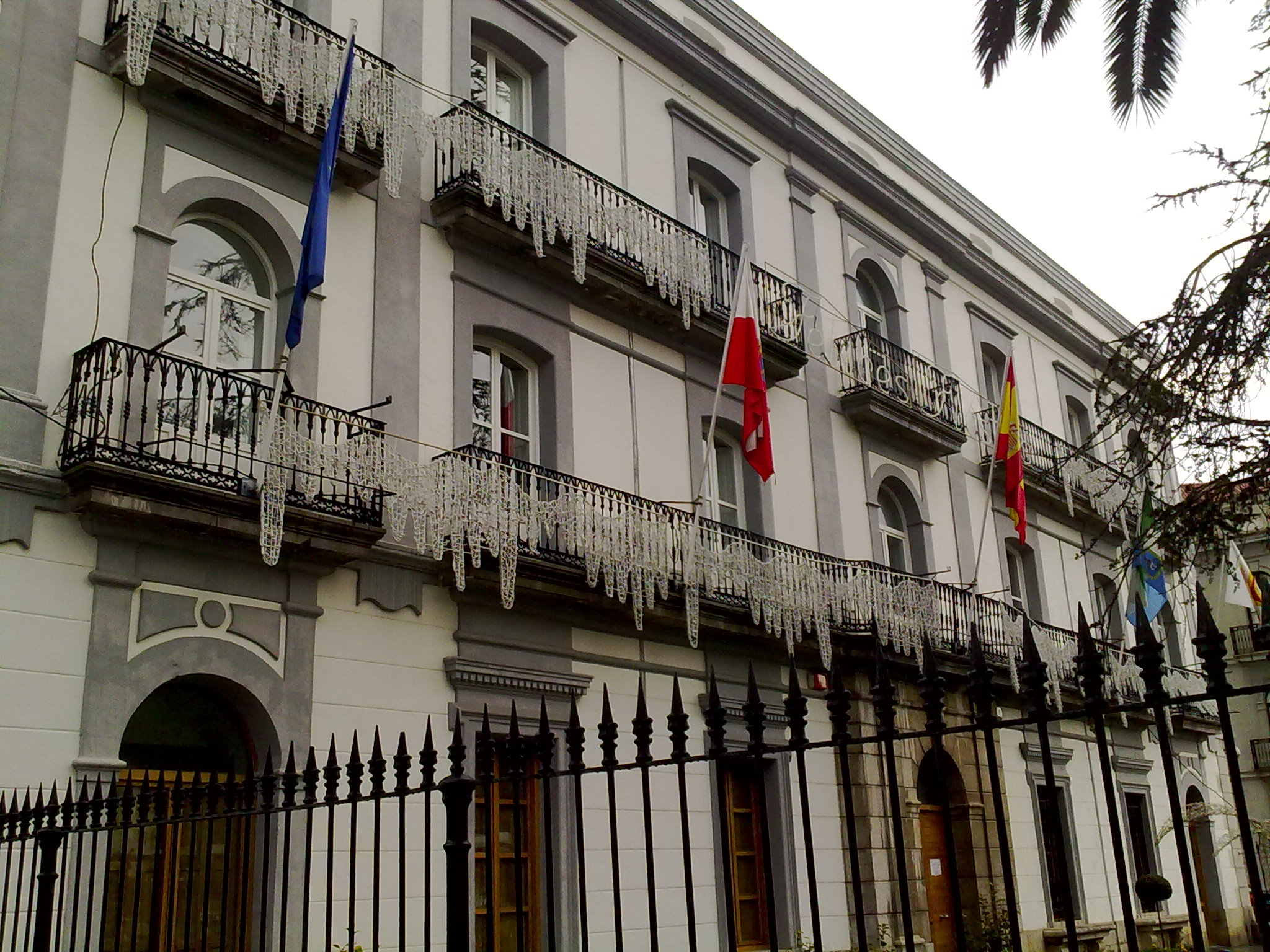
Palacio de Carasa, sede del Ayuntamiento de Laredo

El 13 de junio de 2015, Juan Ramón López Visitación (PSOE) fue nombrado alcalde de Laredo tras las elecciones del 24 de mayo del mismo año, en las cuales la lista de su partido fue la más votada. Su gobierno fue en minoría, tras no alcanzar un acuerdo con el resto de partidos políticos.

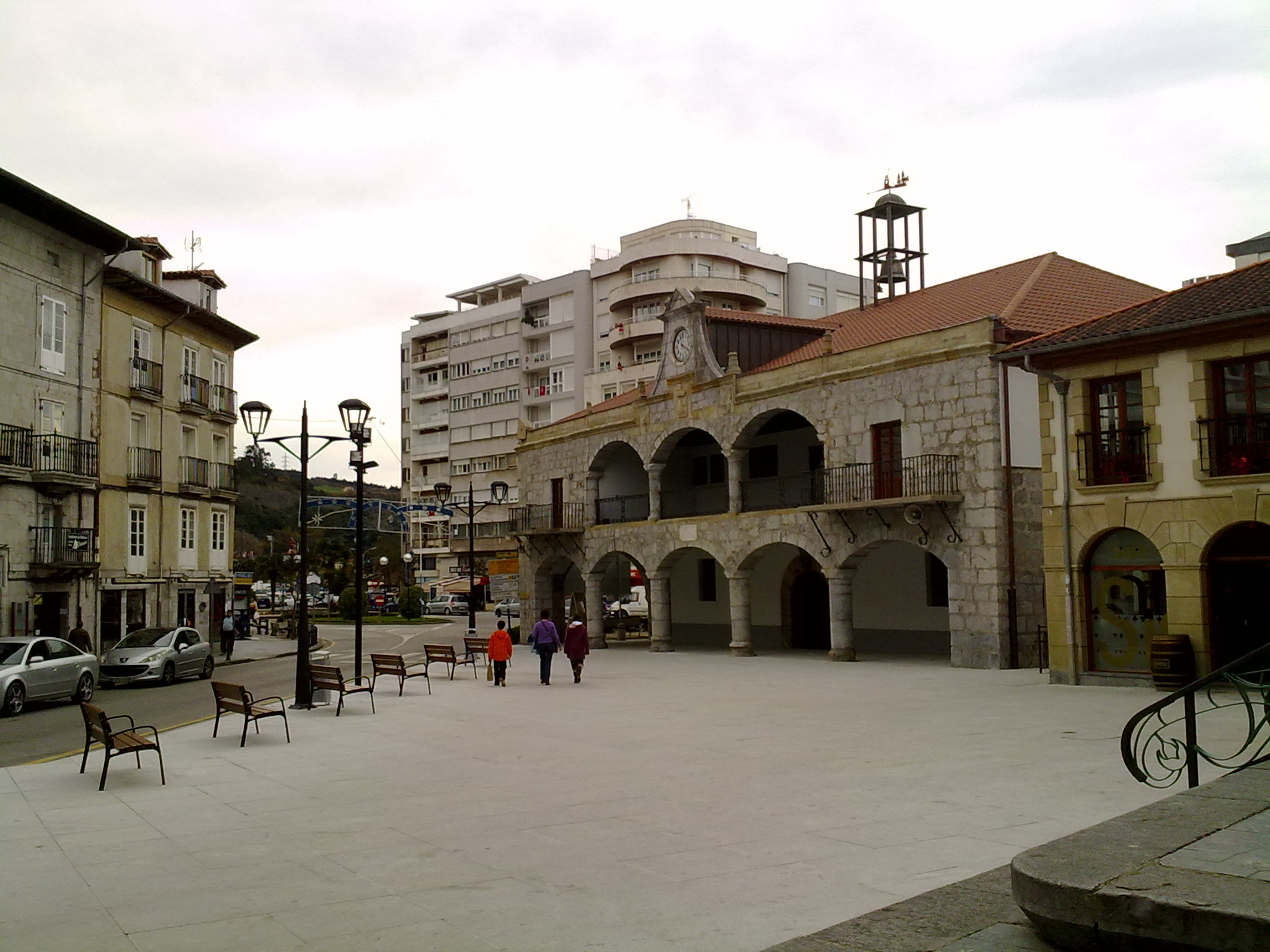
Plaza de la Constitución, sede del Ayuntamiento hasta 2008

| Periodo   | Nombre                      | Partido | Partido                                  |
| --------- | --------------------------- | ------- | ---------------------------------------- |
| 2003-2011 | Santos Fernández Revolvo    |         | Partido Regionalista de Cantabria (PRC)  |
| 2011-2015 | Ángel Vega Madrazo          |         | Partido Popular (PP)                     |
| 2015-2019 | Juan Ramón López Visitación |         | Partido Socialista Obrero Español (PSOE) |
| 2019-2023 | María Rosario Losa Martínez |         | Partido Socialista Obrero Español (PSOE) |
| 2023-act. | Miguel González             |         | Partido Popular (PP)                     |

| Partido político                         | 2023                     | 2023                     | 2023                     | 2019                     | 2019                     | 2019                     | 2015                     | 2015                     | 2015                     | 2011  | 2011  | 2011       | 2007  | 2007  | 2007       |
| Partido político                         | Votos                    | %                        | Concejales               | Votos                    | %                        | Concejales               | Votos                    | %                        | Concejales               | Votos | %     | Concejales | Votos | %     | Concejales |
| Partido Popular (PP)                     | 1057                     | 16,89                    | 3                        | 1156                     | 17,17                    | 3                        | 1682                     | 24,52                    | 5                        | 2368  | 31,65 | 6          | 2984  | 37,90 | 7          |
| Hacemos Laredo                           | 1054                     | 16,85                    | 3                        | 973                      | 14,45                    | 3                        | —                        | —                        | —                        | —     | —     | —          | —     | —     | —          |
| Unidos x Laredo (UxL)                    | 983                      | 15,71                    | 3                        | 376                      | 5,58                     | 1                        | 262                      | 3,82                     | 0                        | —     | —     | —          | —     | —     | —          |
| Partido Socialista Obrero Español (PSOE) | 815                      | 13,02                    | 2                        | 1409                     | 20,93                    | 4                        | 1804                     | 26,30                    | 5                        | 1801  | 24,07 | 5          | 1299  | 16,50 | 3          |
| Ola Cantabria                            | 744                      | 11,89                    | 2                        | —                        | —                        | —                        | —                        | —                        | —                        | —     | —     | —          | —     | —     | —          |
| Izquierda Unida (IU)                     | 623                      | 9,96                     | 2                        | 259                      | 3,84                     | 0                        | 643                      | 9,37                     | 2                        | 478   | 6,39  | 1          | 405   | 5,14  | 1          |
| Partido Regionalista de Cantabria (PRC)  | 600                      | 9,59                     | 2                        | 1324                     | 19,67                    | 4                        | 1253                     | 18,27                    | 3                        | 1063  | 14,21 | 3          | 2048  | 26,01 | 5          |
| Sí Se Puede                              | —                        | —                        | —                        | 648                      | 9,62                     | 2                        | 913                      | 13,31                    | 2                        | —     | —     | —          | —     | —     | —          |
| Impulso Popular de Laredo (IPdL)         | Con Partido Popular (PP) | Con Partido Popular (PP) | Con Partido Popular (PP) | Con Partido Popular (PP) | Con Partido Popular (PP) | Con Partido Popular (PP) | Con Partido Popular (PP) | Con Partido Popular (PP) | Con Partido Popular (PP) | 717   | 9,58  | 2          | 544   | 6,91  | 1          |

### Organización territorial
- Laredo (capital)
- La Arenosa
- El Callejo
- Las Cárcobas
- Las Casillas
- La Pesquera
- Tarrueza
- Villante

## Economía

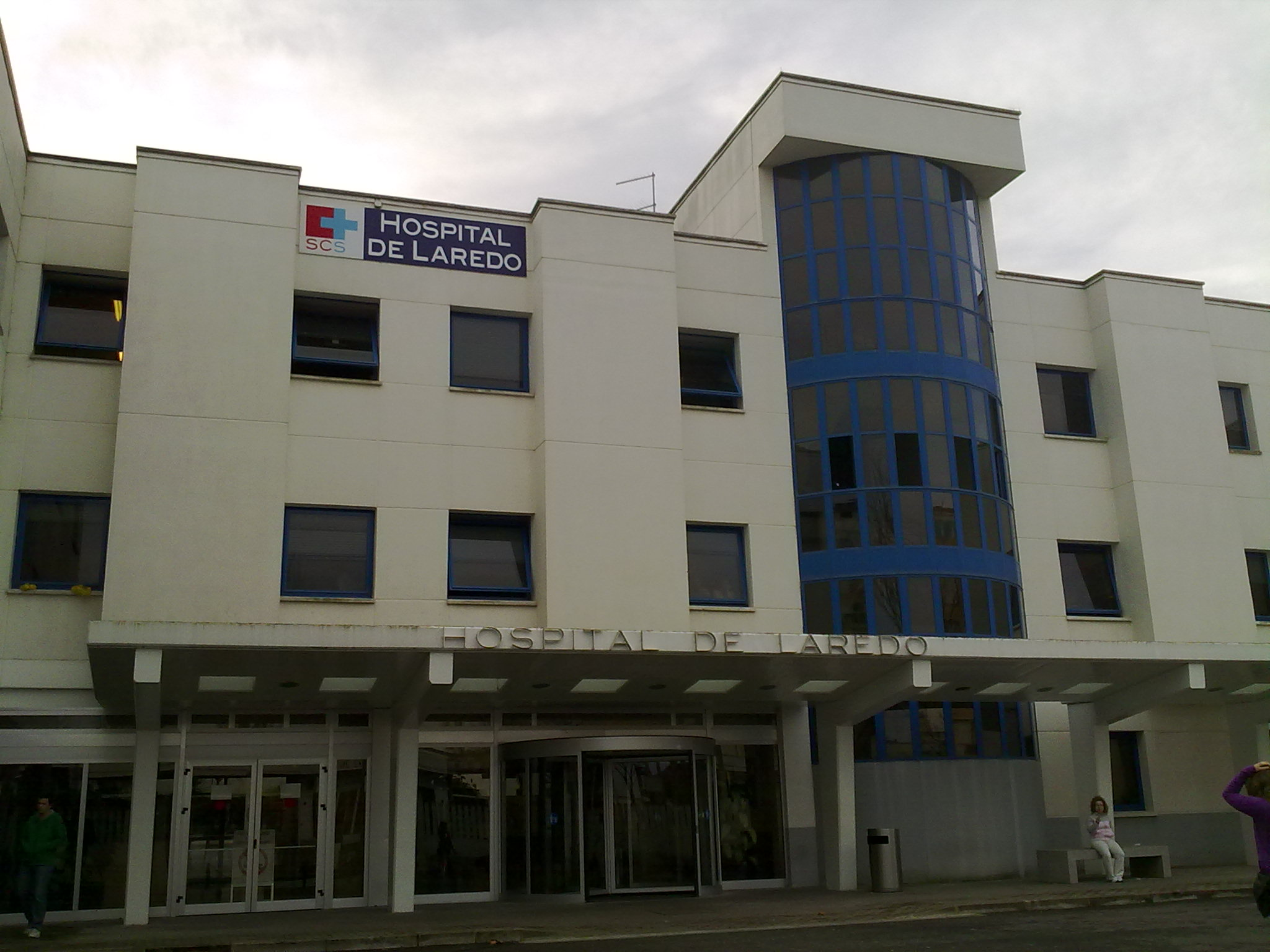
Hospital Comarcal de Laredo

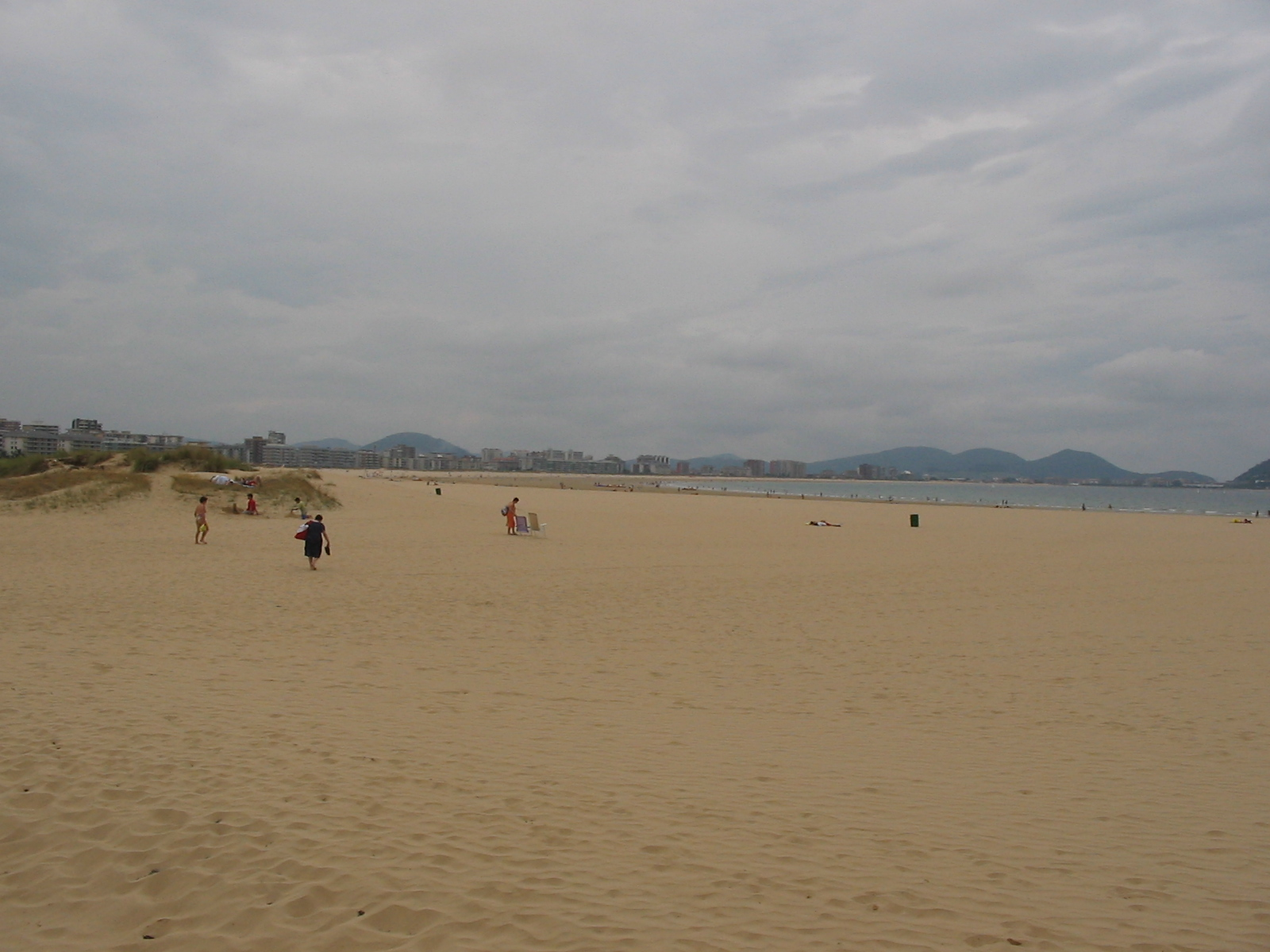
La Playa de La Salvé

Económicamente, ha pasado de vivir hace poco más de treinta años de la pesca a vivir del sector servicios. Dentro del sector servicios tiene mención especial la hostelería, a la que se dedica una parte importante de la población activa, y destinada a cubrir las necesidades de las numerosas personas que visitan la villa, sobre todo en época estival. De hecho, Laredo es un referente del turismo de sol y playa en el norte de España. 
La industria municipal está basada en la transformación de los productos pesqueros, sobre todo de la anchoa, y en la pequeña empresa familiar. El primario ha ido perdiendo importancia, aunque todavía son muchos los laredanos que se dedican a este tipo de trabajo.
En Laredo, cuyo nivel de renta media se encuentra entre las quince más altas de Cantabria, el sector terciario da trabajo a más de la mitad de la población activa (51,2 %). La industria también es una importante fuente de trabajo y ocupa al 22 % de la población de este municipio del estuario del Asón, una las zonas más industrializadas de la costa cántabra, situada sobre la autovía de la costa, la A-8, importante arteria que comunica los grandes sectores urbanos de la bahía de Santander con el ‘Gran Bilbao’. 
Por último, Laredo cuenta con Hospital Comarcal que da servicio a toda la zona oriental de la región.

## Patrimonio
Dos son los bienes de interés cultural de Cantabria de este municipio:
- Iglesia de Santa María de la Asunción. Situada en lo alto de la Puebla Vieja, es Monumento Histórico-Artístico Nacional (1931). Constituye el edificio religioso medieval más relevante de la villa, enmarcada en el arte gótico que sigue el estilo de las abadías cistercienses de Pontigny. Se trata de una de las más importantes construcciones góticas de Cantabria, especialmente en su estructura interior. Su origen data del siglo XIII, época de la que han sobrevivido cuatro naves; su antigüedad se presume debido a la concesión del Fuero y a la repoblación del clérigo Pelegrín, por orden del rey Alfonso VIII. Su construcción comienza en 1200, presumiblemente sobre una iglesia anterior que estaba dedicada la Virgen de Belén, de ahí su primera advocación. A finales de la Edad Media, sufrió una modificación, pasando el Santuario de tres a cuatro naves (la central dedicada desde el principio a la Virgen de la Asunción). En el siglo XVI, es nuevamente ampliada: se añade un pórtico y numerosas capillas renacentistas, como las de San José o del Nacimiento o Virgen del Carmen o la de Escalante, que contiene en su interior un importante tríptico de la Virgen de los Desconsolados y retratos de dos miembros de este linaje laredano. En el siglo XVII se construyó la torre y en el XVIII se adosó a los ábsides la Sacristía y los laterales del Pórtico.

- Puebla vieja. La preponderancia histórica de Laredo, que se mantiene durante los siglos XIII y XVII en toda la costa cantábrica, está reflejada en su estructura urbana y especialmente en la zona que comprende la llamada “puebla vieja” formada por seis calles/rúas, que provienen de la fundación de Alfonso VIII, todas situadas al pie de la Iglesia de Santa María de la Asunción (estilo gótico) que van en dirección norte – sur: rúa Mayor, San Marcial (o Carnicerías Viejas) y Santa María; y, en dirección este – oeste; San Martín, la rúa de en Medio, y la rúa Ruayusera o de abajo. Este conjunto arquitectónico alberga un valioso tesoro artístico en retablos, sepulcros, tallas y pinturas. En este sector las casonas y palacios, las torres, iglesias y conventos forman un valioso conjunto. Así la Casa de Zarauz, del siglo XVIII de nobles materiales y solemnes escudos; la de los Peregrines, bellísima pieza arquitectónica popular; la de los Villota de mediados del siglo XVI, con precioso claustro de tipo herreriano, escueto ylimpio; y otras muchas más, como la de Hernando de Alvarado, la de los Gutiérrez Rada, la de la familia de la Hoz, la de Diego Cacho … y las Iglesias de San Francisco “actual convento de MM. Trinitarias” del siglo XVI; la románica Santa Catalina, que fue monasterio de benedictinos, y como culminación de una época gloriosa y viva de Laredo la parroquia de Santa María de la Asunción, bellísima edificación gótica del siglo XIII, con interesante portada de arquivoltas iconográficas. Destacable es la línea de murallas con el torreón alzado detrás del convento de San Francisco, y la puerta de Santa María, puerta del Merenillo o San Marcial, o el arco de la puerta de San Lorenzo, conocida como puerta de Bilbao, y el edificio del Ayuntamiento, del siglo XVII, notable ejemplo de arquitectura de Corporaciones, compuesto de dos pisos con arcos de piedra de sillería.

Otros monumentos de interés son:
- Túnel de la Atalaya. Ubicado bajo el monte de la Atalaya, fue construido en 1863, con la finalidad de permitir la construcción del “Muelle de la Soledad”, al otro lado de la Atalaya de Laredo. Muelle del cual quedan algunos restos de los espigones construidos, ya que las obras de construcción de esta infraestructura no fueron finalizadas, porque los temporales y galernas que se produjeron durante su levantamiento, lo azotaron hasta destruirlo. Durante la guerra civil española, se utilizó ocasionalmente como refugio por los ataques de la aviación. Tiene una longitud de 221 metros, y al final del mismo encontramos el “Mirador del Abra” totalmente integrado en el medio natural, desde donde se puede contemplar el litoral de Laredo y acceder a pie a una zona de acantilado (playa rocosa y de grava).
- Capilla del Espíritu Santo, ermita románica.
- Fuerte del Rastrillar. Ubicado en Atalaya, cerraba la bahía frente a posibles ataques de barcos enemigos, junto con el Fuerte de San Carlos en Santoña, y el emplazamiento estratégico situado en El Puntal de la playa Salvé de Laredo. Estuvo en servicio hasta principios del siglo XX, sus primeras edificaciones datan del siglo XVI. Alberga un conjunto de restos arquitectónicos de uso militar (baterías, pabellones, trincheras, polvorines), del cual se conservan murallas y edificios. Este entorno es objeto de rehabilitación desde finales de los noventa. En manos napoleónicas durante la Guerra de la Independencia, fue asaltado y ocupado el 24 de febrero de 1814 por tropas españolas al mando del brigadier Diego del Barco, que murió tras resultar herido en combate.
- Casa de las Cuatro Témporas. Tanto este edificio como el que se conoce como “Palacio de Carasa”, fueron construidos por el rico hacendado D. Ramón de Carasa, a mediados del siglo XIX. Edificio conocido como “las cuatro témporas”, es uno de los mejores ejemplos de tendencias decorativas de la arquitectura doméstica del siglo XIX en Cantabria,. Recibe su nombre por las cuatro alegorías escultóricas de las estaciones que la decoran. Actualmente, acoge las instalaciones de los juzgados de Laredo.

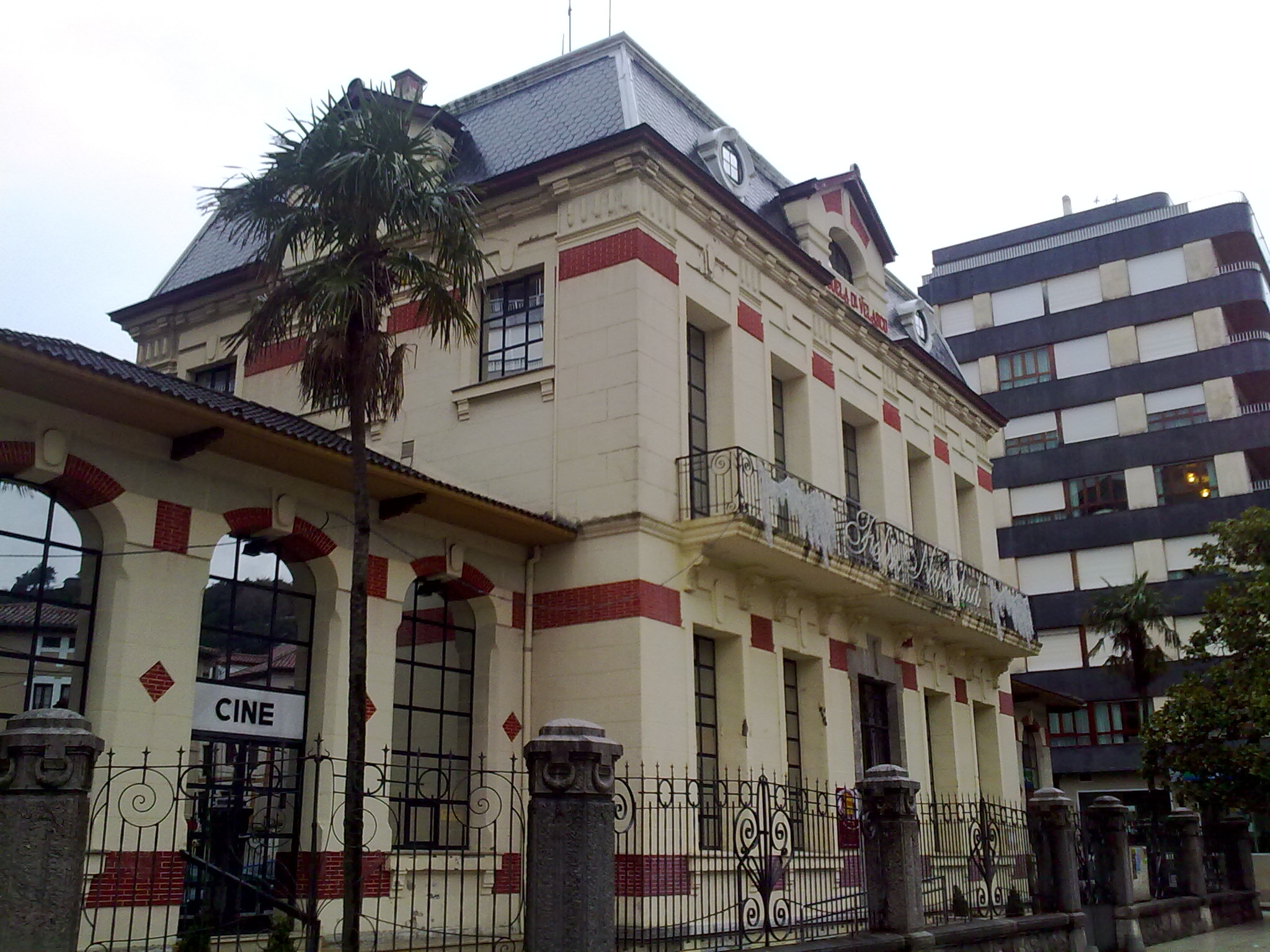
Escuelas Dr. Velasco

- Escuelas Dr. Velasco. El Doctor Velasco, nacido en Laredo, emigró a Uruguay donde se convirtió en un prestigioso cirujano. Con la típica actitud indiana invirtió parte de su fortuna en construir unas escuelas en su ciudad natal, con el objetivo de impartir enseñanzas gratuitas a los jóvenes, fundamentalmente a aquellos de clase obrera. Actualmente, se ha convertido en referente cultural del municipio acogiendo un amplio programa de actividades culturales (exposiciones, conferencias, charlas, talleres, cursos, etc). Además es la sede central de los Cursos de Verano de la Universidad de Cantabria.
- Edificio del Mercado. El Mercado popularmente conocido como “plaza del pescado” fue construido en los primeros años del siglo XX (1900) y está catalogado en el Inventario General del Patrimonio Cultural de Cantabria desde el año 2002. Edificio de estilo modernista con elementos de carácter ecléctico, de una sola planta que fue cerrada en 1914, según proyecto del arquitecto Emilio de la Torriente. Esta obra se realizó con el objetivo de crear puestos cerrados. En cuanto a la decoración, destaca la cerámica esmaltada, obra de Daniel Zuloaga. Se trata, en síntesis, de hornacinas de cerámica con diversos motivos tales como cabezas de animales, peces, frutas, hortalizas, recercadas por ladrillo visto. Actualmente, el tipo de productos que se vende son pescados, carne, fruta y verdura. Además del mercado, el arquitecto Eladio Laredo construyó el matadero, actual piscina municipal.

## Cultura

### Fiestas

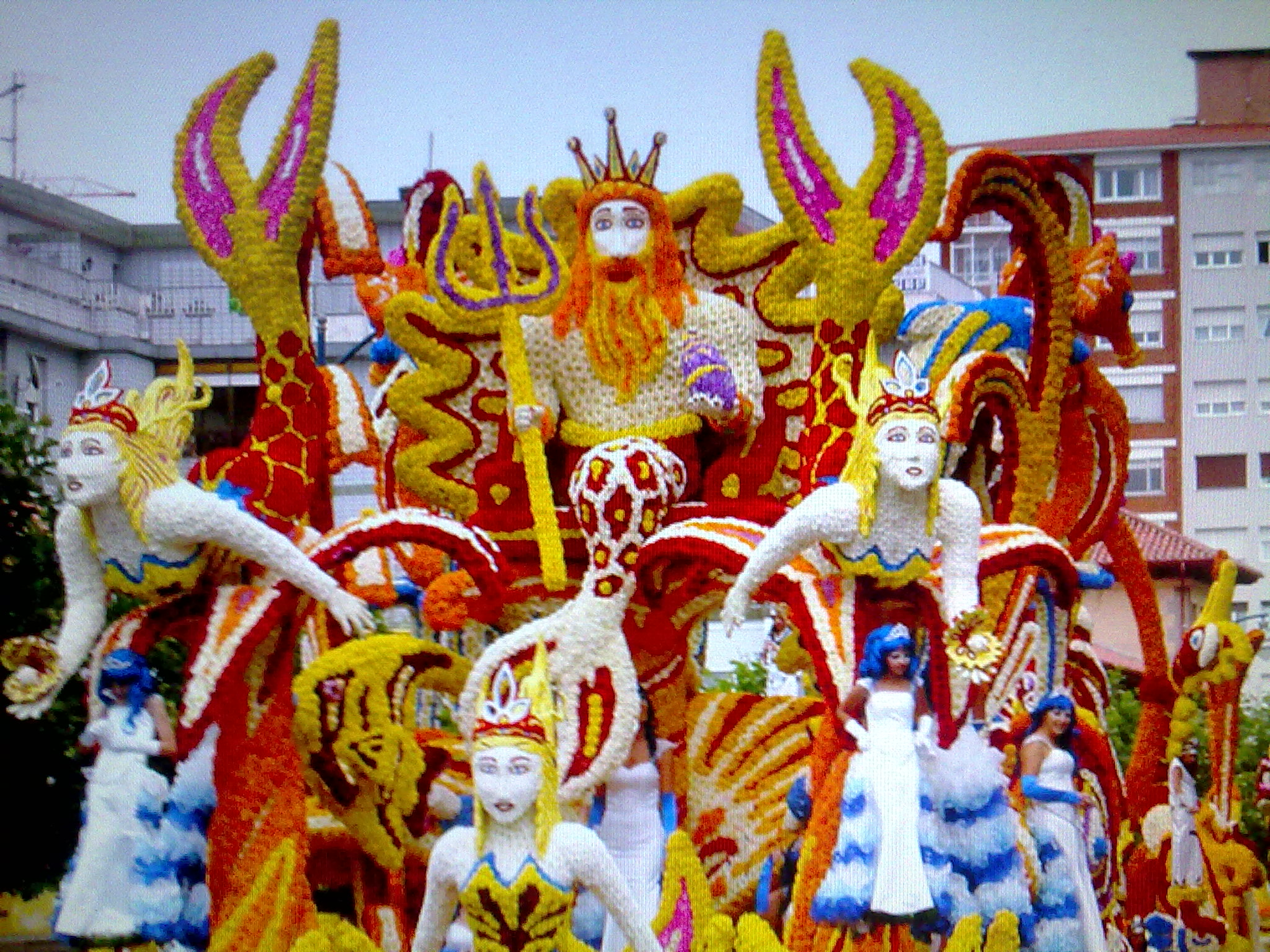
Batalla de Flores, fiesta de Interés Turístico Nacional

- La Batalla de Flores, originada en 1908 y celebrada cada último viernes del mes de agosto, es la fiesta más importante y popular de Laredo. Declarada de Interés Turístico Nacional en 1965, consiste en un desfile de carrozas alegóricas adornadas íntegramente con flores naturales, al final del cual un jurado previamente designado falla una clasificación eligiendo a la carroza ganadora. Desarrollado el desfile alrededor de la Alameda Miramar, en pleno centro del casco urbano de la villa, la batalla de flores constituye el día grande y culminación de la temporada veraniega en el municipio, desplegándose a lo largo de la jornada mercadillos callejeros, bandas y charangas musicales, gigantes y cabezudos y verbenas, culminando la fiesta a medianoche con un castillo de fuegos artificiales enmarcado en la bahía, frente a la extensa playa de la Salvé. El 29 de agosto de 2008 se conmemoró su primer centenario.

- El último desembarco de Carlos V. El tercer fin de semana de septiembre, de jueves a domingo, se conmemora el último desembarco del emperador Carlos V.
- Carnavales. Se celebran, como en todo el mundo (salvo en las localidades que lo celebran unas semanas antes o después un ejemplo de ello es Sestao), justo antes de la cuaresma.
- Semana Santa. La procesión de Viernes Santo es tradicional en Laredo. Las imágenes de la Virgen Dolorosa, el Cristo Crucificado, el Arcángel y La Pasión recorren las calles de la villa. Es en estos días de celebración religiosa, cuando Laredo tiene mayor afluencia de visitantes en todo el año.
- Día del Carmen. El día 16 de julio, toda la flota pejina, tanto barcos de pesca como de recreo, sale en procesión a la mar, embarcando a cuantos visitantes lo deseen. La procesión navega hasta mitad de la bahía, donde, tras un acto religioso, se canta la Salve Marinera en honor a los pescadores desaparecidos, y se hace una ofrenda de flores a la Virgen, depositándolas en aguas del Cantábrico, a merced de las corrientes, que, como algo mágico y misterioso, las transportarán hasta allá donde el cielo se funde con la mar.
- San Roque es el patrono de Laredo, y la fiesta del puerto se celebra el 16 de agosto. Por la mañana, misa en el puerto, y a continuación el tradicional Concurso de Marmita de bonito y Guiso Libre de Bonito. Aquí podrás degustar la marmita pejina, con auténtico bonito del cantábrico ¡¡como debe ser!! Por la tarde, cucañas, y animados juegos. Y al anochecer una gran sardinada como preludio de una verbena popular.
- San Martín. El 11 de noviembre se celebra, con asistencia de las autoridades locales, una misa en honor al santo, que es Patrono de la Cofradía de Pescadores. Acto seguido comienza el Gran Concurso de Alubias, es decir, cocido para todos.
- Nuestra Señora de Belén y San Isidro. El mes de mayo acoge estas dos celebraciones. La primera tiene lugar en La Pesquera. Fiesta que se basa en las tradiciones populares.
- Virgen de Santa Ana. Fiesta tradicional en Tarrueza. Misa y verbena.

- San Lorenzo y San Pablo. Misas y verbenas en ambas celebraciones. La primera en el barrio de San Lorenzo y la segunda en La Pesquera.
- La Bien Aparecida. Los laredanos acuden al Santuario de la Bien Aparecida. También ese día hay romería tradicional en el barrio de Las Cárcobas, en la zona alta de Laredo.

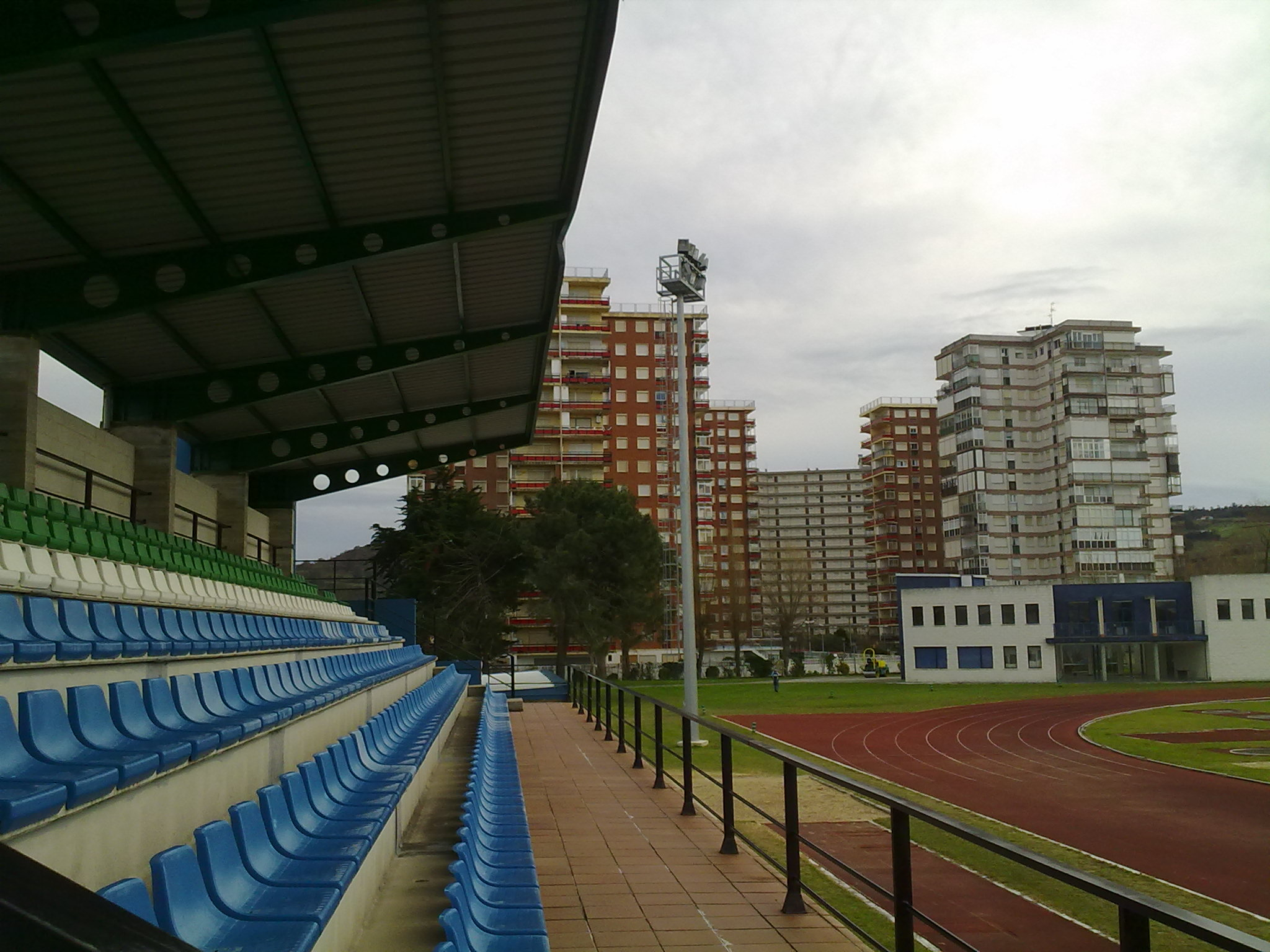
Estadio municipal de Laredo

### Clubes deportivos
- Atletismo: Atletismo Laredo
- Fútbol: Club Deportivo Laredo (3.ª División, Grupo III), Kosper CD (Segunda Regional de Cantabria)
- Baloncesto: Club Baloncesto Laredo (1.ª División Nacional de Cantabria)
- Voleibol: Club Voleibol Laredo
- Náutica: Real Club Náutico de Laredo y el Laredo Remo Club
- Natación: Club Natación Playa Salvé.
- Remo: Laredo Remo Club.
- Bolos: club de bolos.

## Hermanamientos
- Sevilla, España.
- Laredo, Estados Unidos.
- Nuevo Laredo, México.
- Cenon, Francia.
- Foz, España.